# Важинка
Ва́жинка (Важина, Важенка) — река в России, протекает по территории Подпорожского района Ленинградской области и Прионежского и Пряжинского районов Карелии.
Устье реки в посёлке Важины, оно находится в 112 км по правому берегу Свири, от устья последней. Длина реки — 123 км, площадь водосборного бассейна — 2200 км².
Залесенность водосбора 82 %, заболоченность 15 %, озерность 2 %, средний уклон 2,05 %, средний модуль стока 13,3 л/с⋅м².

### Притоки
В реку впадает ряд притоков, наиболее крупные из которых:
- В 6 км от устья по левому берегу впадает река Челма
  - Кузьма
- В 6,9 км от устья по левому берегу впадает ручей Боярский
- В 23 км от устья по левому берегу впадает река Мужала
  - Кутка
  - Нюда
- В 48 км от устья по правому берегу впадает Чуроручей
- В 52 км от устья по левому берегу впадает река Святуха
- В 60 км от устья по левому берегу впадает река Важа
- В 76 км от устья по левому берегу впадает Лосручей
- В 83 км от устья по правому берегу впадает река Рандозерка
  - Рижна
  - Шожма
  - Тетерка
- В 86 км от устья по правому берегу впадает река Тукша
  - Чоромручей
    - Лемай

  - Чёрный
- В 103 км от устья по левому берегу впадает река Хайгары
- В 109 км от устья по левому берегу впадает ручей Средний

## Озёра
К бассейну Важинки относятся озёра:
- Важозеро (бассейн Тетерки)
- Рандозеро (исток Рандозерки)[1]
- Лигаж (бассейн Шожмы)
- Шожма (исток Шожмы)
- Крехозеро (бассейн Шожмы)
- Чором (устье Лемая)
- Нижнее Чикозеро (бассейн Тукши)
- Большое Мужало (протекает Мужала)
- Малое Мужало (исток Мужалы)
- Куткозеро (исток Кутки)
- Ладвозеро (бассейн Кутки)
- Кузозеро (исток Кузьмы)
- Вачозеро (протекает Кузьма)
- Сидозеро (бассейн Челмы)

## Данные водного реестра
По данным государственного водного реестра России относится к Балтийскому бассейновому округу, водохозяйственный участок реки — Свирь без бассейна Онежского озера, речной подбассейн реки — Свирь (включая реки бассейна Онежского озера). Относится к речному бассейну реки Нева (включая бассейны рек Онежского и Ладожского озера).
Код объекта в государственном водном реестре — 01040100712102000012431.

## Этимология
Название реки Важина имеет финно-угорское происхождение и восходит к саамскому слову vaadž — «самка оленя».

## Галерея

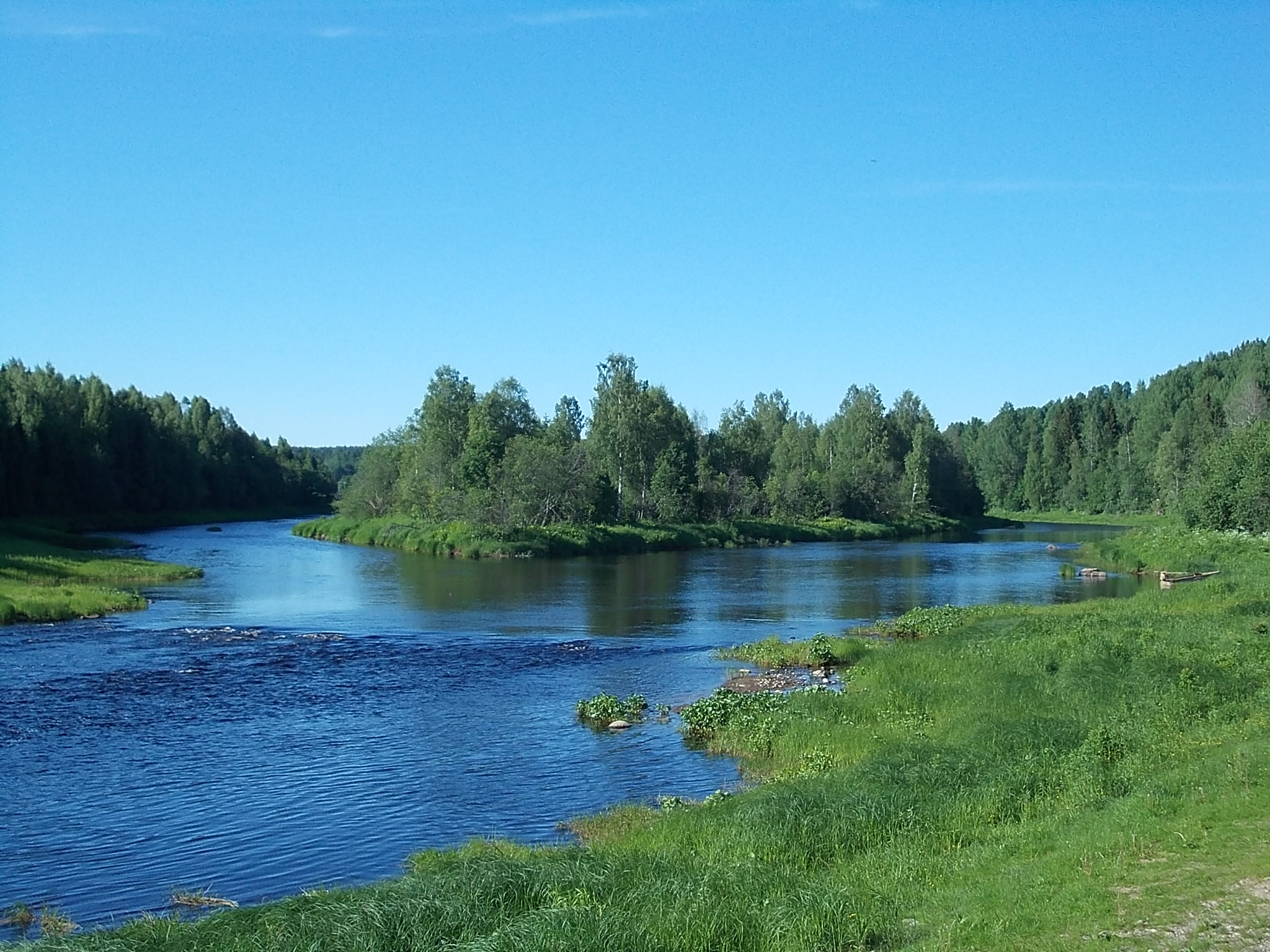
Река Важинка в д. Согиницы
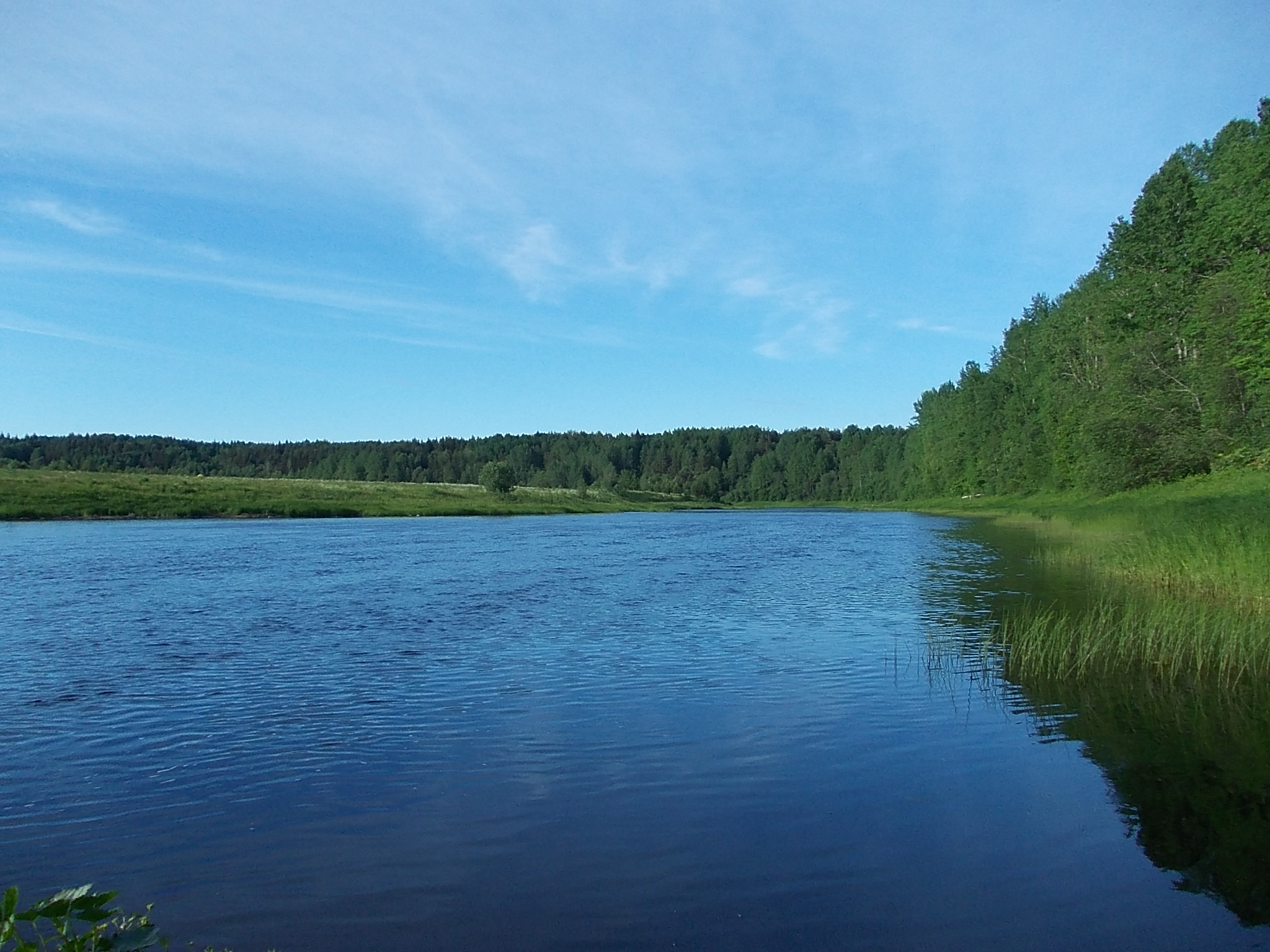
Река Важинка (ур. Граждановка)
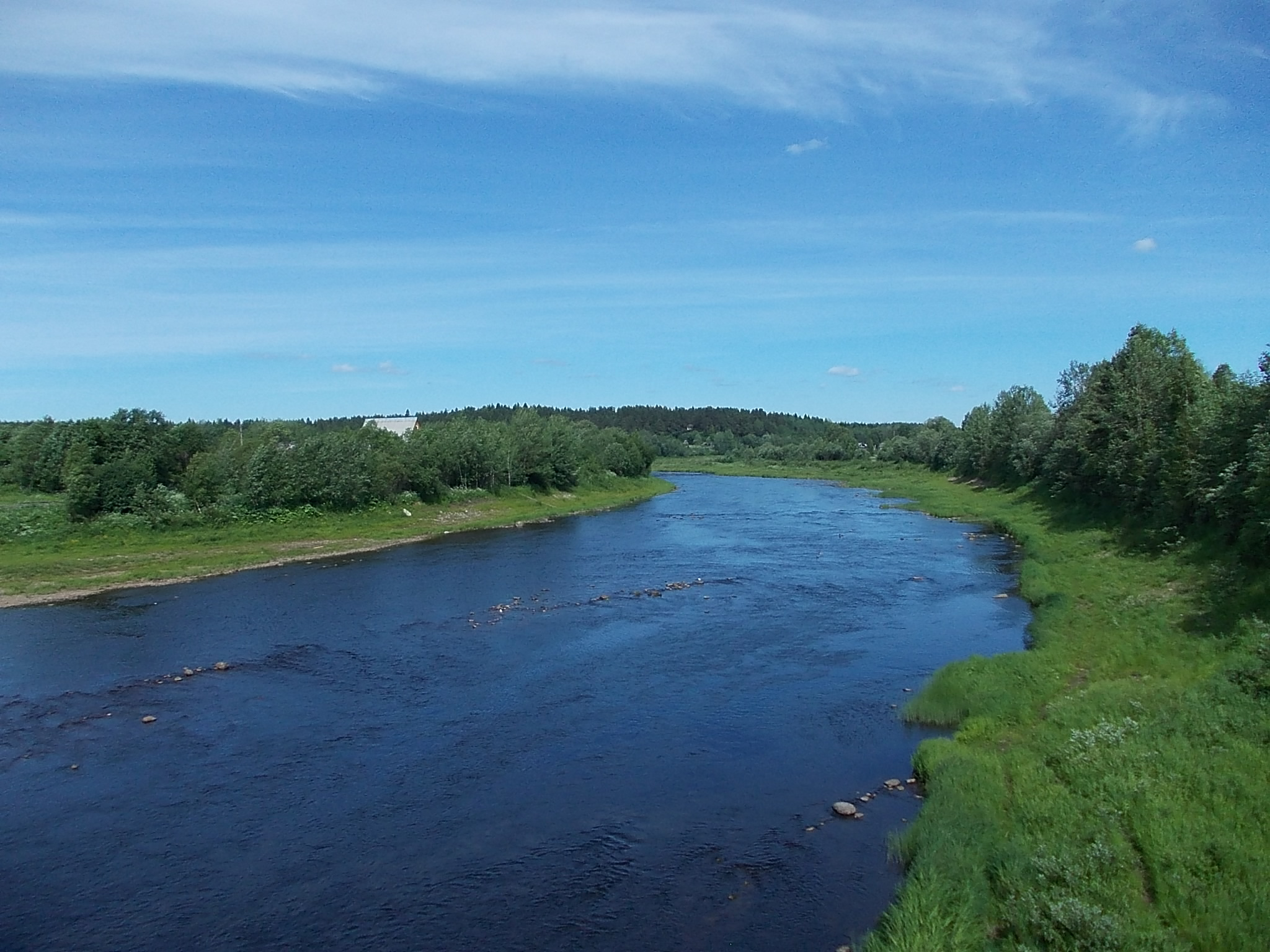
Река Важинка в д. Курпово
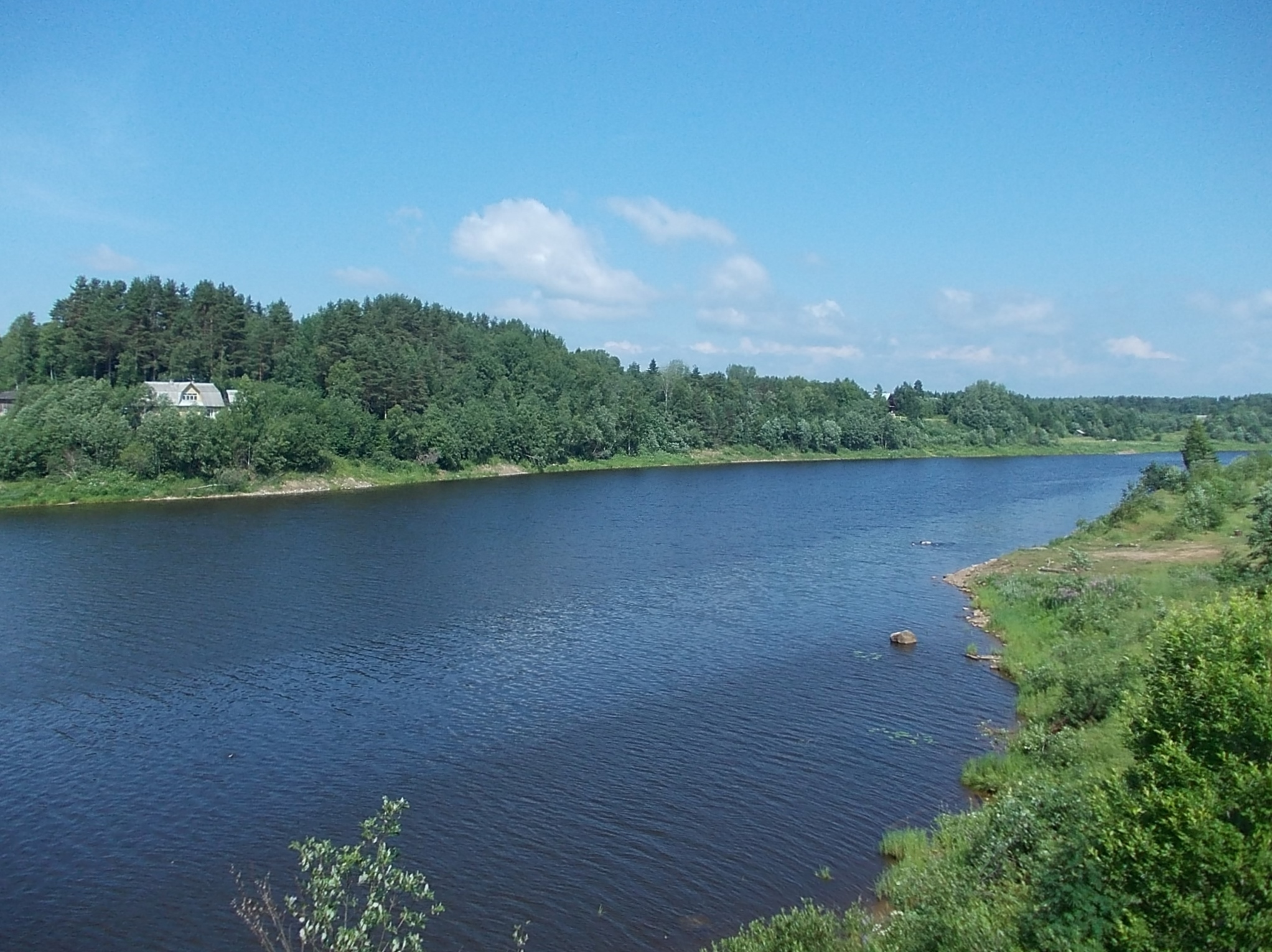
Устье реки Важинки в п. Важины
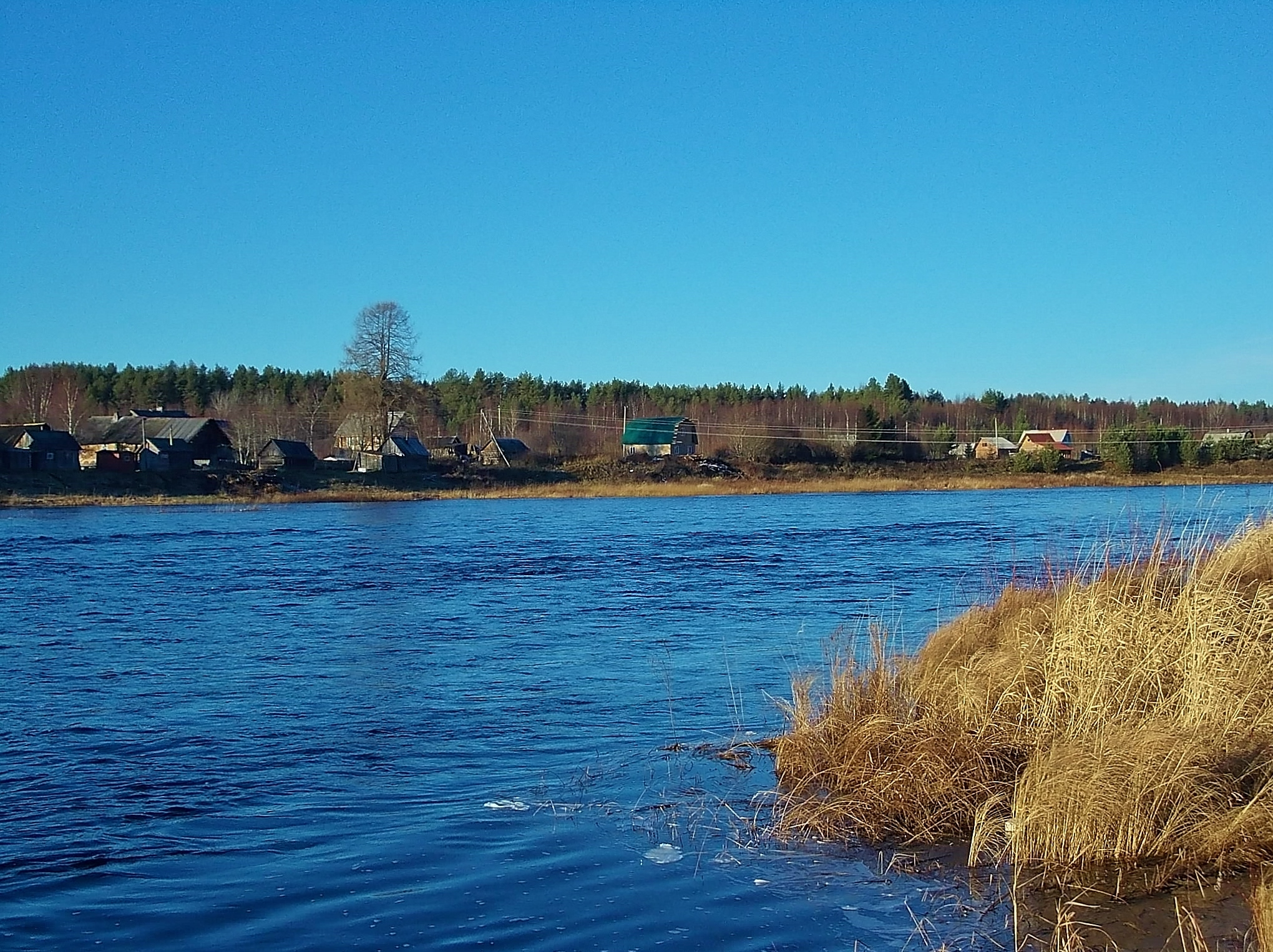
Река Важинка и д. Ульино.
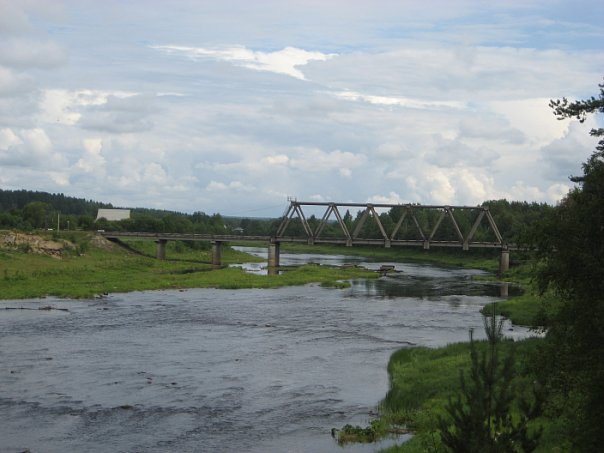
Мост через р. Важинка в д. Курпово
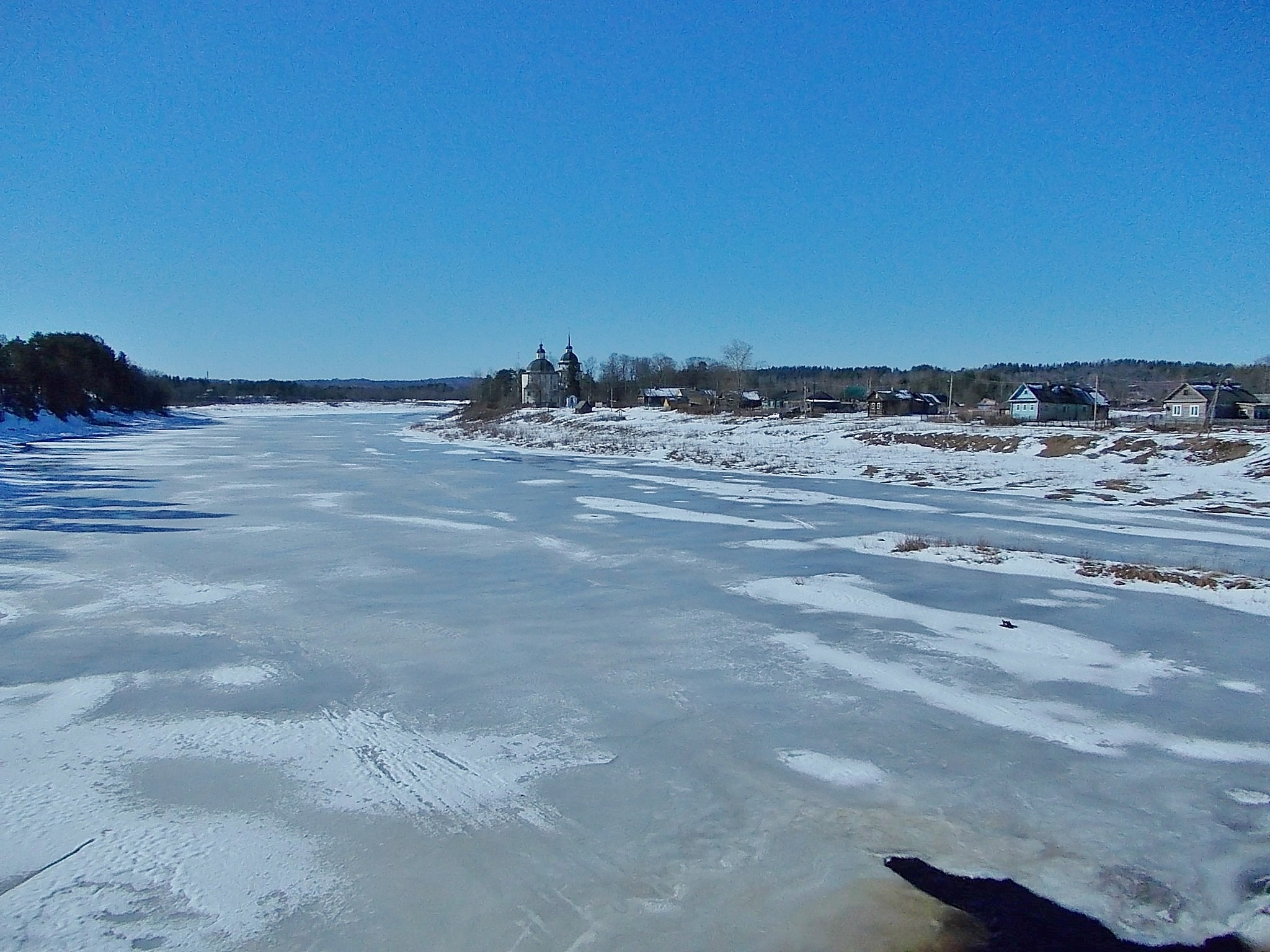
Воскресенская церковь в д. Курпово на берегу реки Важинка
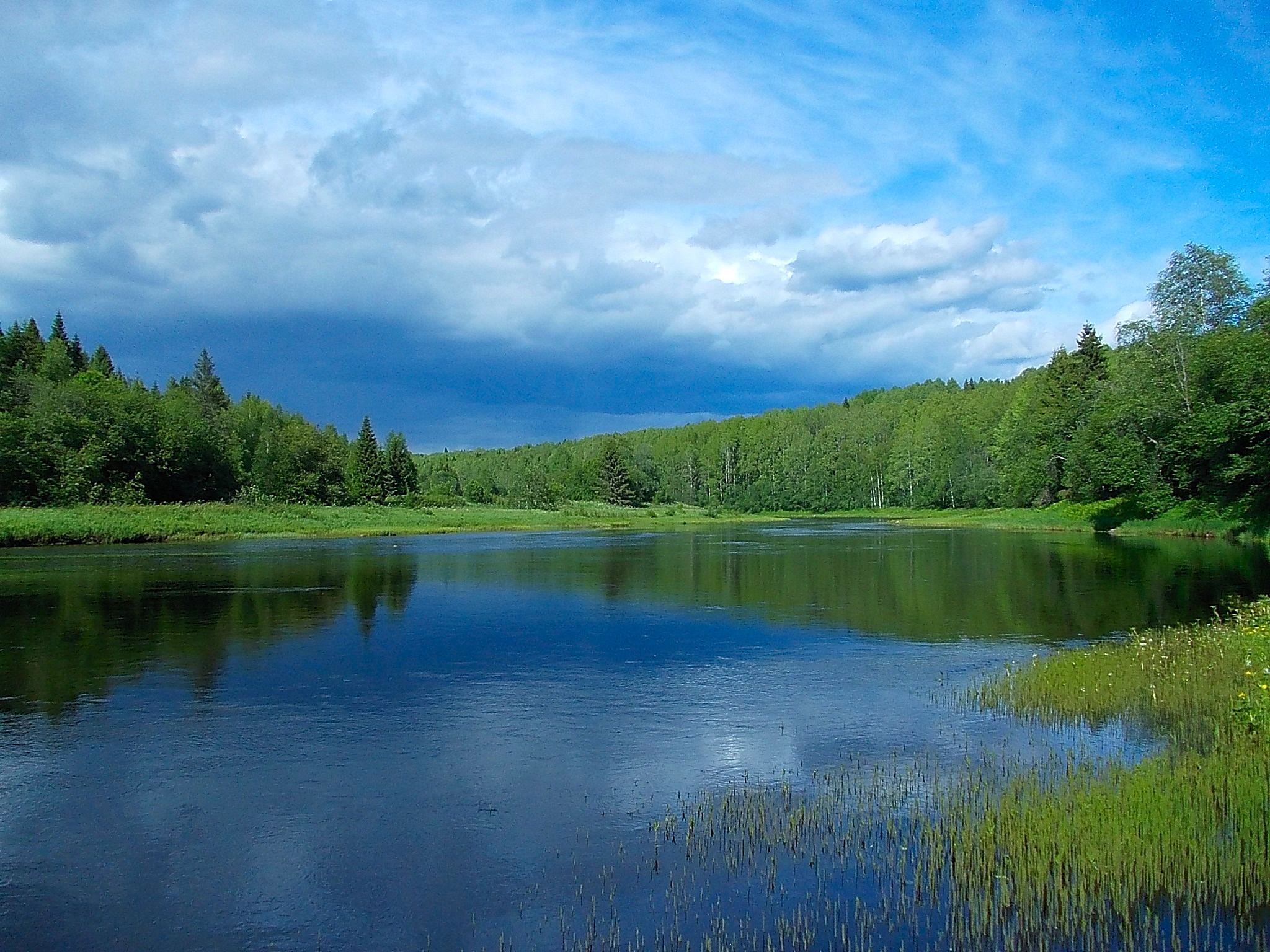
Река Важинка недалеко от д. Коягино
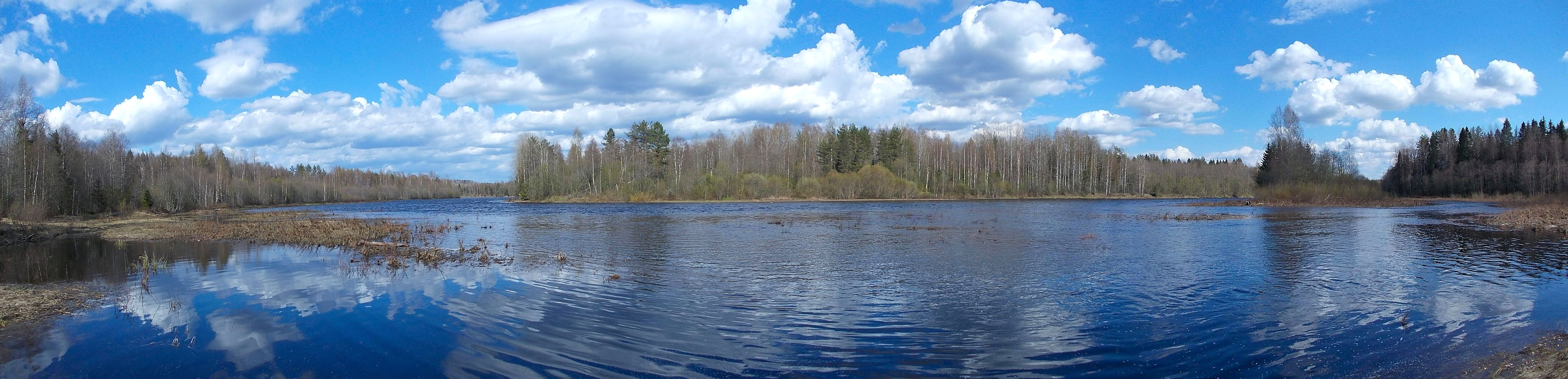
Панорама Важинки выше д. Ульино